# Pilar Lorengar
Pilar Lorengar (eredeti nevén Lorenza Pilar García Seta, Zaragoza, 1928. január 16. – Berlin, 1996. június 2.) aragóniai spanyol szoprán énekesnő volt. Főleg operaszerepeiről valamint a zarzuela nevű spanyol dalok előadásáról ismert.
Pilar Zaragoza El Gancho kerületében született. Már nagyon fiatalon részt vett a Radio Zaragoza által szervezett Ondas Infantiles (Gyermeki hullámok) című rádió programban. Tizennégy évesen kezdte el zenei tanulmányait Margarita Martínez növendékeként. Barcelonába költözött, hogy tanulmányait a Barcelona Music Conservatory falai között folytathassa, ezzel párhuzamosan incognito előadásokat tartott Loren Arce álnéven a város különböző előadótermeiben, hogy tanulmányait finanszírozni tudja. Később Madridban, Ángeles Otein lírai szoprán iskolájában tanult, majd Nyugat-Berlinben Carl Ebert valamint Hertha Klust mezzoszoprán, Dietrich Fischer-Dieskau tanára is képezte hangját. Különösen kedvelt volt hangja telt hangszíne, fiatalos csengése valamint egyedi vibratója miatt.
Pilar 1949 körül lett a Teatro de la Zarzuela kórusának tagja. 1950-ben Oránban (Algéria) lépett először színpadra, a Maruxa szerepét játszotta. 1951-ben játszott először Spanyolországban, az El canastillo de fresas (Eperkosár) című zarzuelában. 1952-ben szólistaként szerepelt Barcelonában Beethoven 9. szimfóniájában és Brahms Német requiemjében.
Nemzetközi karrierje az operák világában 1955-ben vette kezdetét az Aix-en-Provence Fesztiválon Aix-en-Provence-ban, Cherubino szerepét énekelte a Figaro házassága című operában. Londonban folytatta és eljutott egészen Buenos Airesig. 1958-ban írta alá szerződését a Berlini Német Operával, ez a kapcsolata meghatározta életének és művészetének következő harminc évét. A berlini szenátus 1963-ban a Kammersänger címet adományozta számára.
A Salzburgi Fesztiválon 1961-ben lépett fel először, mint az Idomeneo Iliája. Később eljátszotta az Otello Desdemonáját, Violettát a Traviatában és Donna Elvira szerepét a Don Giovanniban. Pályafutása során énekelt Madridban, Brüsszelben, a milánói La Scalában, a barcelonai Liceuban; sűrűn lépett fel a Bécsi Filharmonikusokkal és a Bécsi Állami Operaház zenekarával, vagy Párizsban de még Tokióban is.
1985-ben Plácido Domingóval rögzített Zarzuela albuma újra a spanyol Zarzuela-előadók élére repítette Lorengart. Végső elismertségét Berlinben érte el mint A hugenották Valentine.
1991-ben kapta meg az Asztúria Hercege Alapítvány "Spanyol lírai énekesek generációja" (los Ángeles, Berganza, Caballé, Carreras, Domingo, Kraus és Lorengar) művészeti díjat. Pilar nem sokkal később bejelentette visszavonulását, és utolsó koncertjét az oviedói Campoamor Színházban tartotta.
1994-ben megkapta Berlin megye "Becsületrendjét".
Pilar Lorengar rákban halt meg, Berlinben, ahol művészi karrierje kiteljesedett, és ahol férjével, Dr. Jürgen Schaffal élt.

## Emlékezete
Szülővárosában, Zaragozában, egy médiaművészeti szakközépiskola viseli nevét.

## Külső hivatkozások
- Önéletrajza kasztíliai nyelven Zaragoza Önkormányzati honlapján
- Az Asztúria Hercege Alapítvány Művészeti díja Archiválva 2012. július 5-i dátummal a Wayback Machine-ben (angolul)
- Feljegyzések Ángeles Oteinről, kasztíliai nyelven
- Diszkográfia (Capon's Lists of Opera Recordings)
- Magyarországon kapható felvételei[halott link]